# Anoplura
Los anopluros (Anoplura, del griego a(n), "no", hóplon, "arma", "armadura" y ourá, "cola") son un superfamilia de piojos, comúnmente denominados "piojos chupadores" para enfatizar su alimentación hematófaga, a diferencia de la mayoría de los restantes piojos, conocidos como "piojos masticadores". 
Mientras los piojos masticadores son muy frecuentes tanto en mamíferos como en aves, los anopluros sólo se encuentran en mamíferos. Todos los piojos humanos (el piojo de la cabeza, el piojo del cuerpo y la ladilla) son anopluros.
Estos son comúnmente llamados piojos de carácter humano, pueden vivir de 30 a 40 días, las hembras pueden poner entre 70 y 100 huevos por día y las liendres tardan en nacer entre 4 y 7 días aproximadamente
- Datos: Q26870
- Multimedia: Anoplura / Q26870
- Citas célebres: Piojo
- Especies: Anoplura